# Барсегян, Нуне Геворковна
Нуне́ Гево́рковна Барсегя́н (арм. Նունե Գևորգի Բարսեղյան) — немецкая и российская писательница армянского происхождения пишущая под псевдонимом А. Нуне, психолог и публицистка.

## Биография
Родилась в Армянской ССР. Окончила факультет психологии Московского государственного университета. С 1993 года живёт в Берлине. Работает в службе психологической помощи иммигрантам из России.
Автор романа «После запятой» (М.: «Новое литературное обозрение», 2001), опубликованного с предисловием Андрея Битова, разъяснявшего:

Это книга об этом. О самом невысказанном, о самом умолченном, о самом закрытом, о самом запрещенном, о самом потайном, о самом тайном, о самом засекреченном, о самом запечатанном… Не о том, о чем вы подумали. Не о сексе, не о КГБ. Этого нынче полно. Это — разрешено. Эта книга о все еще неразрешенном… Вы раскрыли роман о смерти — можете тут же закрыть, если тема вам безразлична.

Роман привлёк внимание критиков и журналистов: в газете «Аргументы и факты» его даже назвали «самой загадочной книгой» сезона. По мнению заведующего отделом критики журнала «Знамя» Карена Степаняна,

Роман А. Нуне действительно начинается после запятой — графически и фактически: повествование ведется с того момента, который для материалистов представляется точкой в человеческом существовании, на самом же деле является лишь переходом к иному бытию, — момента расставания души с телом. Именно эта душа ведет повествование на протяжении почти шестисот страниц. После того, как молодая женщина гибнет в автокатастрофе, её душа начинает свой путь в ином мире, — путь, который ожидает душу каждого из нас, но о котором многие предпочитают или не задумываться, или уповать на высшее милосердие (предварительно простив себе все). А. Нуне удается решить очень трудную задачу: избежать (почти избежать) срывов в красивость или дешевое «фэнтези». Повествование читается как вполне достоверное — и по сути, и по стилю и тону.

Критик Илья Кукулин отмечает, что «А. Нуне происходит чуть ли не по прямой линии от Лидии Гинзбург».
Роман «После запятой» вошёл в шорт-лист Премии Андрея Белого.
Книга «Дневник для друзей» (М.: «Новое литературное обозрение», 2015) вошла в шорт-лист литературной премии НОС 2015 года.
Ольга Балла писала об этой книге, основанной на реальном дневнике, который велся в те дни, когда автор работала в одном из берлинских хосписов:
«Выбравшись из этой книги — написанной максимально сдержанно и, что и того удивительнее, — легко, почти прозрачно, — понимаешь, что она если и не дала тебе другие глаза, то по крайней мере заметно изменила существующие.
Теперь, оказывается, ими можно смотреть на то, чего человеческий взгляд вынести почти не может. От чего он всеми силами старается отвернуться».
Нуне Барсегян в числе многих писателей вышла из русского Пен-клуба в связи с разразившимся конфликтом в 2015—2017 годах.
В 2021 году в издательстве «НЛО» вышел роман «Кем считать плывущих».